# 제8차 고려-몽골 전쟁
제8차 고려-몽골 전쟁(第八次高麗蒙古戰爭)은 1257년 자랄타이가 이끄는 몽골 제국군이 고려를 침공해 일어난 전쟁이다.
제7차 전쟁 당시 김수강이 몽케 칸을 설득해 몽골군을 철수하게 하는 데 성공했다. 그러나 이는 일시적인 대책에 불과하였으며, 더욱이 1257년(고종 44년)에는 해마다 몽골에 보내던 세공을 정지하게 되자 몽골은 또 자랄타이에게 군사를 주어 고려를 침략케 하였다. 그간 정부는 재차 김수강을 철병 교섭의 사신으로 몽골에 파견해서, 몽케 칸을 알현케 하여 그 허락을 얻으니 출륙과 친조를 조건으로 몽골은 일단 군대를 북으로 후퇴시키고 고려의 태도와 동정을 살피고 있었다.

## 참고 자료
- 이 문서에는 다음커뮤니케이션(현 카카오)에서 GFDL 또는 CC-SA 라이선스로 배포한 글로벌 세계대백과사전의 "고려 왕실과 원나라" 항목을 기초로 작성된 글이 포함되어 있습니다.